# Във вашия дом 15: Леден ден в Ада
Във вашия дом 15: Леден ден в Ада (на английски: In Your House 15: A Cold Day in Hell) е петнадесетото pay-per-view събитие от поредицата Във вашия дом, продуцирано от Световната федерация по кеч (WWF). Събитието се провежда на 11 май 1997 г. в Ричмънд, Вирджиния.

## Обща информация
Основното събитие на шоуто включва Гробаря, защитаващ Световната титла в тежка категория на WWF срещу Ледения Стив Остин. На шоуто е и дебютът на ринга на бившия шампион по смесени бойни изкуства Кен Шамрок, който се бие с Вейдър в долната карта. С пускането на WWE Network през 2014 г. това шоу става достъпно при поискване.

## Резултати
| №                                                                        | Резултати | Правила                                                       | Време |
| ------------------------------------------------------------------------ | --- | ------------------------------------------------------------- | ----- |
| 1Т                                                                       | Рокабили (с Хонки Тонк Мен) побеждава Джеси Джеймс                                                                       | Индивидуален мач                                              | 03:36 |
| 2                                                                        | Хънтър Хърст Хелмсли (с Чайна) поб. Флаш Фънк                                                                            | Индивидуален мач                                              | 10:05 |
| 3                                                                        | Менкайнд поб. Роки Маивиа чрез предаване                                                                                 | Индивидуален мач                                              | 08:46 |
| 4                                                                        | Нацията на доминация (Кръш, Фарук и Савио Вега) (с Кларънс Мейсън, Д'Ло Браун, Джей Си Айс и Улфи Ди) поб. Ахмед Джонсън | Мач рицарска ръкавица                                         | 13:25 |
| 5                                                                        | Кен Шамрок поб. Вейдър чрез предаване                                                                                    | Мач Тушовете важат навсякъде                                  | 13:21 |
| 6                                                                        | Гробаря (ш) поб. Ледения Стив Остин                                                                                      | Индивидуален мач за Световната титла в тежка категория на WWF | 20:06 |
| - (ш) – указва шампиона/шампионите в мача - Т – показва, че мача е тъмен | |                                                               |       |